# Da dou ron ron (chanson)
Singles de Johnny Hallyday
Les Bras en croix
(1963) Ma guitare
(1963)
Da dou ron ron est l'adaptation française du titre Da Doo Ron Ron par The Crystals. Écrite par Georges Aber, Da dou ron ron a pour principaux interprètes, Johnny Hallyday et Frank Alamo ; elle sort en 1963.

## Histoire
Da dou ron ron est une chanson emblématique de la vague yéyé. Elle se distingue par des paroles dramatiques auxquelles s'oppose un rythme entraînant — la tristesse du propos étant allégé par cette onomatopée qui revient en leitmotiv :
« ... Quand l'amour revient on dit c'est pour toujours / Da dou ron ron ron, da dou ron ron / Peut-être bien que ce sera vrai un jour /
Da dou ron ron ron, da dou ron ron / Oui, peut-être demain / Oui, adieu mes chagrins / Oui j'aimerai sans fin / Da dou ron ron, da dou ron ron... »
(paroles Georges Aber)
Initialement, Georges Aber destine l'adaptation de Da Doo Ron Ron à Frank Alamo, mais, devant l'insistance de ce dernier, il cède le titre à Johnny Hallyday. Da dou ron ron est un grand succès pour Johnny et la version de Frank Alamo — enregistrée la même année — souffrit de cette rivalité.
Frank Alamo eut « sa revanche » avec la chanson Le Chef de la bande que Georges Aber destinait à Hallyday et qui finalement lui fut attribuée.
Comme la plupart des titres enregistrés durant les premières années de sa carrière (1960-1964), Johnny Hallyday, après que le titre ait été l'un des moments fort de son Olympia en 1964, n'inscrit plus que très rarement, Da dou ron ron à son répertoire. Il faut attendre 1974, pour que le titre soit à nouveau inscrit à son tour de chant. deux ans plus tard, Da dou ron ron est la chanson qui ouvre son spectacle Johnny Hallyday story. Depuis Da dou ron ron n'est apparu qu'inclus dans des medleys.

## Réception
La chanson atteint la 5e place des ventes en France. Elle se classe également en Espagne et en Allemagne.

### Classements hebdomadaires
| Classement (1963) | Meilleure position |
| ----------------- | ------------------ |
| Allemagne         | 29                 |
| Espagne           | 8                  |
| France            | 5                  |

## Discographie
Pour Johnny Hallyday :
- 29 juin 1963 :

45 tours promo Philips 373169 : Da dou ron ron, Comme une ombre sur moi
super 45 tours Philips 432933 : Da dou ron ron, Comme une ombre sur moi, Douces filles de seize ans, Je ne danserai plus jamais
- 27 septembre 1963 : 33 tours 25 cm Da dou ron ron

Discographie live :
- 1964 : Johnny Hallyday Olympia 64
- 1976 : Johnny Hallyday Story - Palais des sports

La chanson est présente également incluse dans un medley, sur les enregistrements publics suivants :
- 1982 : Palais des sports 82
- 1993 : Parc des Princes 1993

Pour Frank Alamo :
- 1963 :

super 45 tours Barclay 70 549 : Da dou ron ron, File, file, file, Pas de larmes, Il y avait toi
33 tours 25 cm Barclay 80 200 S

## Reprise et parodies
En 1964, Jean Yanne et Jacques Martin livrent à la télévision une parodie intitulée Da dou ron ron twistus Domine. En habit de soirée, twistant, ils revisitent la chanson à deux voix, à la façon de Jean-Sébastien Bach, accompagnés d'un quintette de musique de chambre (violons, violoncelle, alto et clavecin).
En 1974, Sylvie Vartan enregistre Da dou ron ron (voir les albums Shang shang a lang et Sylvie Vartan (double album 1974).
Thierry Le Luron, en 1978, imitant Johnny Hallyday (sur un texte de Bernard Mabille), parodie la chanson, qui devient : Le Luron-ron.

## Dans la culture populaire
En 2015, la chanson apparaît dans le film américain The Walk : Rêver plus haut.